# Rościszewo (gemeente)
De gemeente Rościszewo is een landgemeente in het Poolse woiwodschap Mazovië, in powiat Sierpecki.
De zetel van de gemeente is in Rościszewo.
Op I kwartału 2007 r. gminę zamieszkiwały 4405 inwoners.

## Oppervlakte gegevens
In 2002 bedroeg de totale oppervlakte van gemeente Rościszewo 115,08 km², waarvan:
- agrarisch gebied: 81%
- bossen: 11%

De gemeente beslaat 13,49% van de totale oppervlakte van de powiat.

## Demografie
Stand op 30 juni 2004:
| Omschrijving                   | Totaal | Totaal | Vrouwen | Vrouwen | Mannen | Mannen |
| ------------------------------ | ------ | ------ | ------- | ------- | ------ | ------ |
| eenheid                        | aantal | %      | aantal  | %       | aantal | %      |
| inwoners                       | 4282   | 100    | 2143    | 50      | 2139   | 50     |
| bevolkingsdichtheid (inw./km²) | 37,2   | 37,2   | 18,6    | 18,6    | 18,6   | 18,6   |

In 2002 bedroeg het gemiddelde inkomen per inwoner 1252,96 zł.

## Administratieve plaatsen (sołectwo)
Babiec Piaseczny, Babiec Rżały, Babiec-Więczanki, Borowo, Komorowo, Kownatka, Kuski, Lipniki, Łukomie, Łukomie-Kolonia, Nowe Rościszewo, Nowy Zamość, Ostrów, Pianki, Polik, Puszcza, Rościszewo, Rumunki-Chwały, Rzeszotary-Chwały, Rzeszotary-Gortaty, Rzeszotary-Pszczele, Rzeszotary-Stara Wieś, Rzeszotary-Zawady, Stopin, Śniedzanowo, Topiąca, Września, Zamość.

## Aangrenzende gemeenten
Bieżuń, Lutocin, Sierpc, Sierpc, Skrwilno, Szczutowo, Zawidz